# Bassey Akpan
Pour les articles homonymes, voir Akpan.
Bassey Akpan, né le 6 janvier 1984 à Eket au Nigeria, est un footballeur nigérian qui joue au poste de gardien de but.

## Biographie

### Carrière en club
Formé au Bayelsa United FC, Bassey Akpan commence sa carrière professionnelle au Shooting Stars FC. Il évolue ensuite dans différents clubs nigérians jusqu'en 2011. En octobre 2011, il quitte son pays natal pour le championnat vietnamien, en signant pour le club de Hoàng Anh Gia Lai.

### Carrière internationale
En 2001, Bassey Akpan est le gardien de la sélection nigériane lors de la coupe du monde des moins de 17 ans qui se déroule à Trinité-et-Tobago. Titulaire avec son équipe tout au long du tournoi, le Nigeria s'incline en finale face à la France.
Le 3 mars 2010, il fait ses débuts internationaux avec l'équipe A face à la RD Congo en rentrant en jeu dans les dix dernières minutes.
Le 10 mai 2010, le sélectionneur Lars Lagerbäck le présélectionne dans une liste élargie de 30 joueurs pour la Coupe du monde de football 2010, mais ne le retient pas dans la sélection finale.

## Palmarès
- Finaliste de la Coupe du monde des moins de 17 ans 2001